# .tn

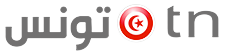
Logo của .tn

.tn là tên miền quốc gia cấp cao nhất (ccTLD) của Tunisia.

## Các tên miền cấp 2
Đăng ký thực hiện trực tiếp ở cấp 2, hoặc ở cấp 3 dưới các tên sau:
.com.tn
.ens.tn
.fin.tn
.gov.tn
.ind.tn
.intl.tn
.nat.tn
.net.tn
.org.tn
.info.tn
.perso.tn
.tourism.tn
.edunet.tn
.rnrt.tn
.rns.tn
.rnu.tn
.mincom.tn
.agrinet.tn
.defense.tn